# Веряца
Веря́ца (укр. Веряця) — село в Королёвской поселковой общине Береговского района Закарпатской области Украины.
Население по переписи 2001 года составляло 2032 человека. Почтовый индекс — 90336. Телефонный код — 03143. Занимает площадь 4173 км². Код КОАТУУ — 2121281901.